# فولفغانغ موسر
فولفغانغ موسر (بالإنجليزية: Wolfgang Moser)‏ هو مجدف أمريكي، ولد في 3 ديسمبر 1974 في مولتونبورو في الولايات المتحدة.

## وصلات خارجية
- فولفغانغ موسر على موقع الاتحاد الدولي للتجديف (الإنجليزية)
- فولفغانغ موسر على موقع اللجنة الأولمبية الدولية (الإنجليزية)
- فولفغانغ موسر على موقع أوليمبيديا (الإنجليزية)